# Матија Мазарек
Матија Мазарек или Матија Масарек (Јањево, око 1726. - 1808), је био католички свештеник из Јањева. Био је надбискуп Скопске бискупије у другој половини 18. вијека. Његови извјештаји веома су важан извор приликом проучавања демографије територије коју је обухватала Скопска бискупија.

## Поријекло
Постоје недоумице око Мазарековог поријекла. Сматра се да је био албанског, српског или хрватског   поријекла. Највише аргумената иде у прилог теорији да је био српског поријекла. Ноел Малколм сматра да је породица Мазарек албанског поријека, али се временом посрбила и заборавила албански језик. Као доказ узима топониме на сјеверу Албаније. Други аутори, попут Луке Мајокија, сматрају да је презиме Мазарек словенског поријекла. Презимена са суфиксом -ек се распрострањена међу свим словенским народима. Неки сматрају да презиме Мазарек потиче од ријечи месар.

## Живот и рад
Мазарек се образовао у Италији, а надбискуп Скопске надбискупије је постао 1750. Чланови његове породице су такође били католички свештеници: његов предак, барски надбискуп Петар Мазарек, и његов брат Јосип Мазарек. 
Писао је извјештаје Ватикану, у којима је, између осталог, описивао миграције из регије Малесија. Углавном се жалио на велике миграције Албанаца на Косово и Метохију. Такође се жалио на високи фертилитет Албанаца, а забиљежене су ријечи из његове молитве, "Ab albanensibus libera nos Domine", што у преводу значи: Господе, спаси нас од Албанаца.